# Palais Schönborn (Prague)
Le Palais Schönborn (tchèque : Schönbornský palác), situé à Malá Strana, quartier du centre de Prague, abrite l'actuelle Ambassade des États-Unis auprès de la République Tchèque. Richard Crane, petit-fils d'un millionnaire de Chicago, qui a acquis le palais à la fin de la Première Guerre mondiale, vend l'immeuble, en 1925, au Gouvernement des États-Unis pour la somme de 117 000 $.

## Histoire
Le palais, de style baroque, est construit entre 1643 et 1656 sur le site d'un ancien bâtiment détruit pendant la Guerre de Trente Ans.
Le palais passe à la famille de Schönborn, de qui il a pris son nom actuel. L'écrivain Franz Kafka a vécu et travaillé dans le palais en 1917. Le dernier habitant est le Comte Carl Johann Schönborn (1890-1952), neveu du cardinal Franziskus Schönborn de Prague et grand-père du cardinal Christoph Schönborn de Vienne. Il vend la propriété en 1919, après la Première Guerre mondiale, à Richard Crane, ambassadeur des États-Unis de 1919 à 1921, qui le revend lui-même au Gouvernement des États-Unis en 1924.
Le diplomate américain George F. Kennan, dans ses mémoires, écrit que lorsqu'il est arrivé à Prague en 1938, il y avait de beaux jardins en terrasses derrière le palais. Le jardin avait un verger qui contenait une structure appelée la Gloriette (qui existe toujours). De cet emplacement, il y avait une vue sur le Pont Charles d'un côté et sur le Château Hradčany de l'autre.

## Galerie

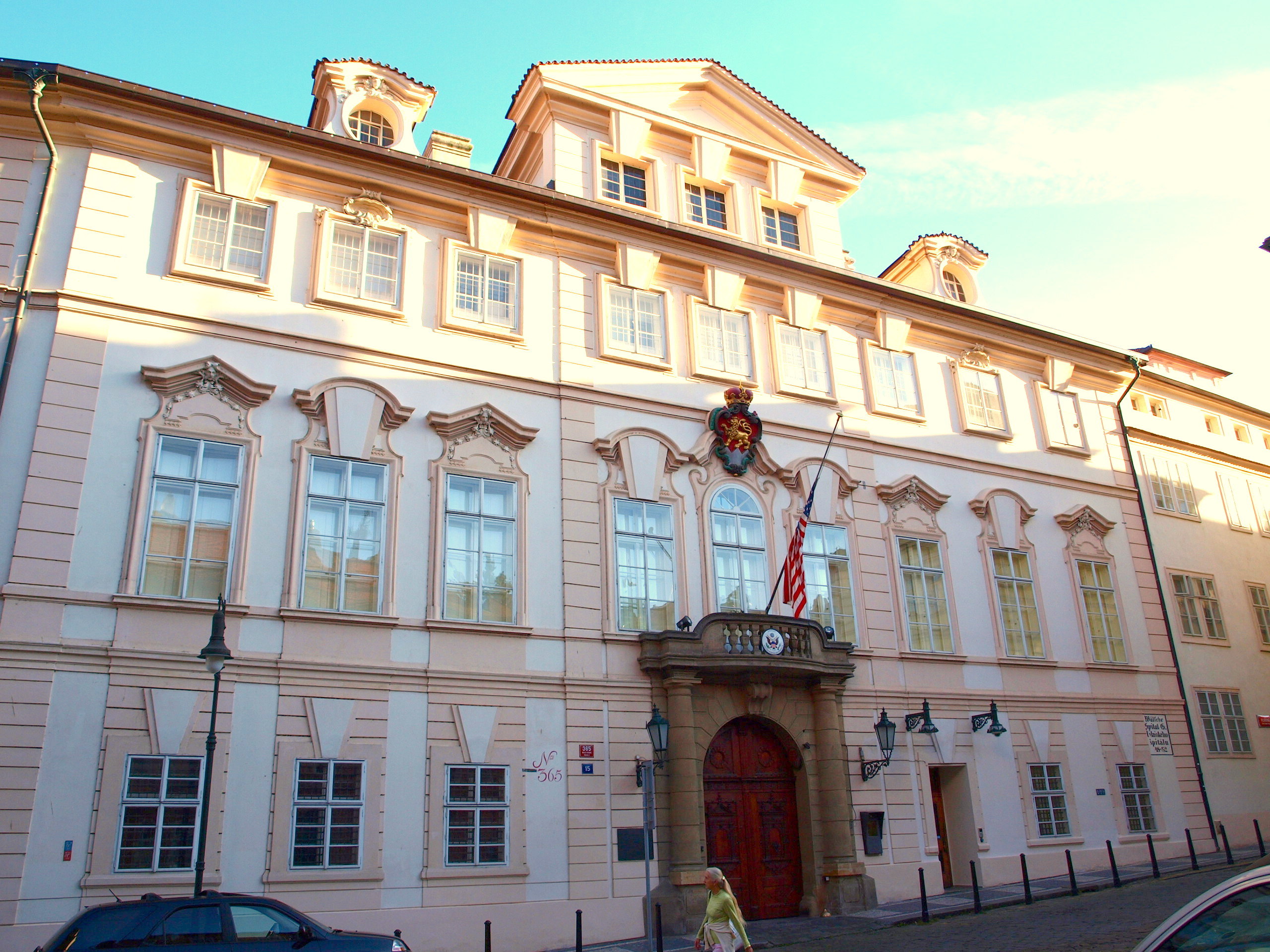
Le palais en 2012
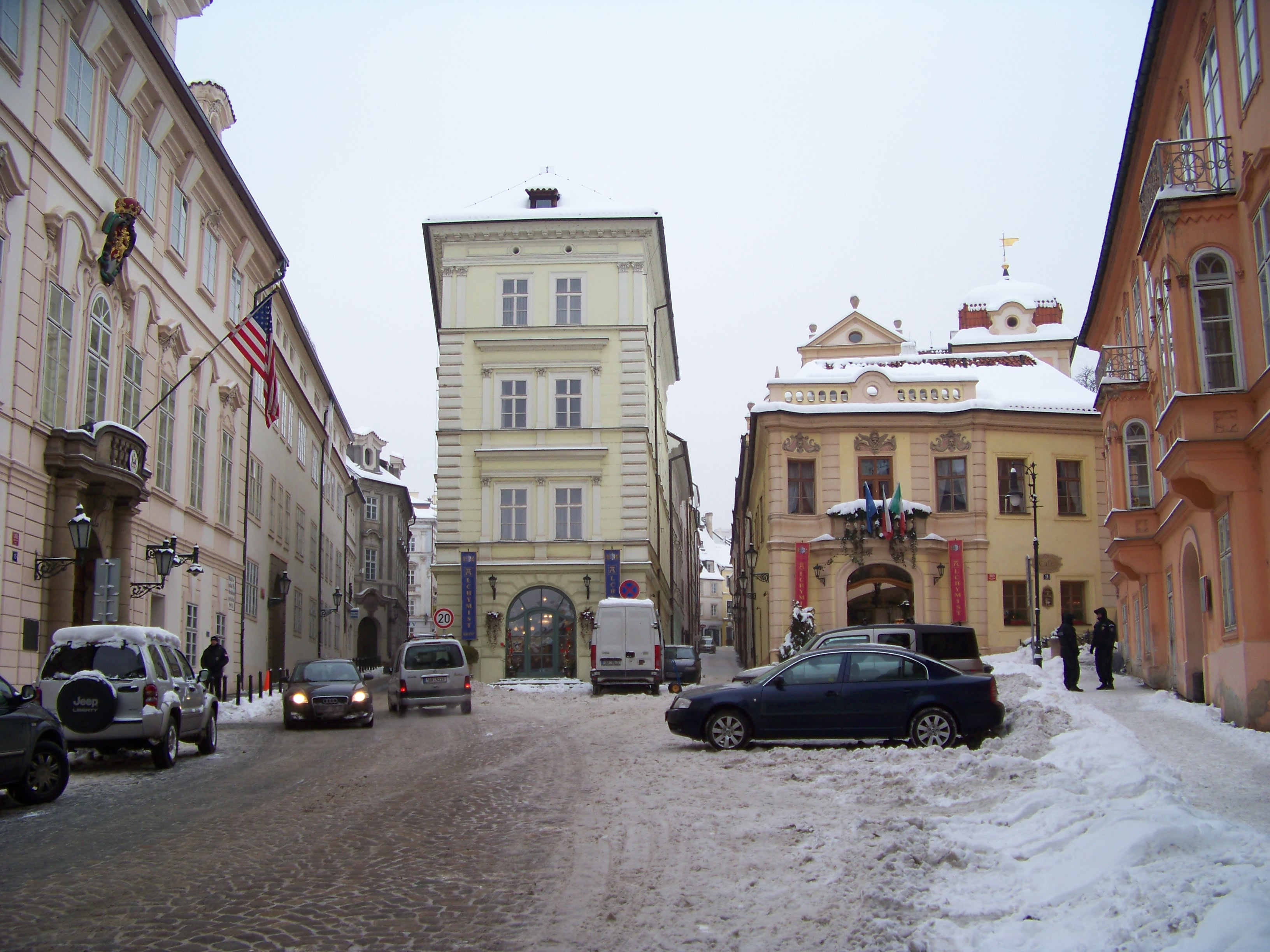
Le palais l'hiver
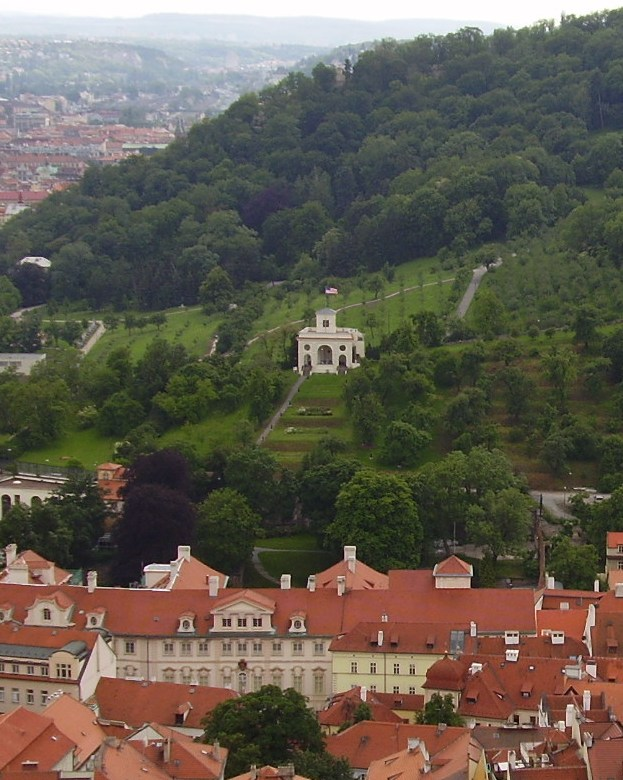
Le jardin est visible sur la Colline de Petrin
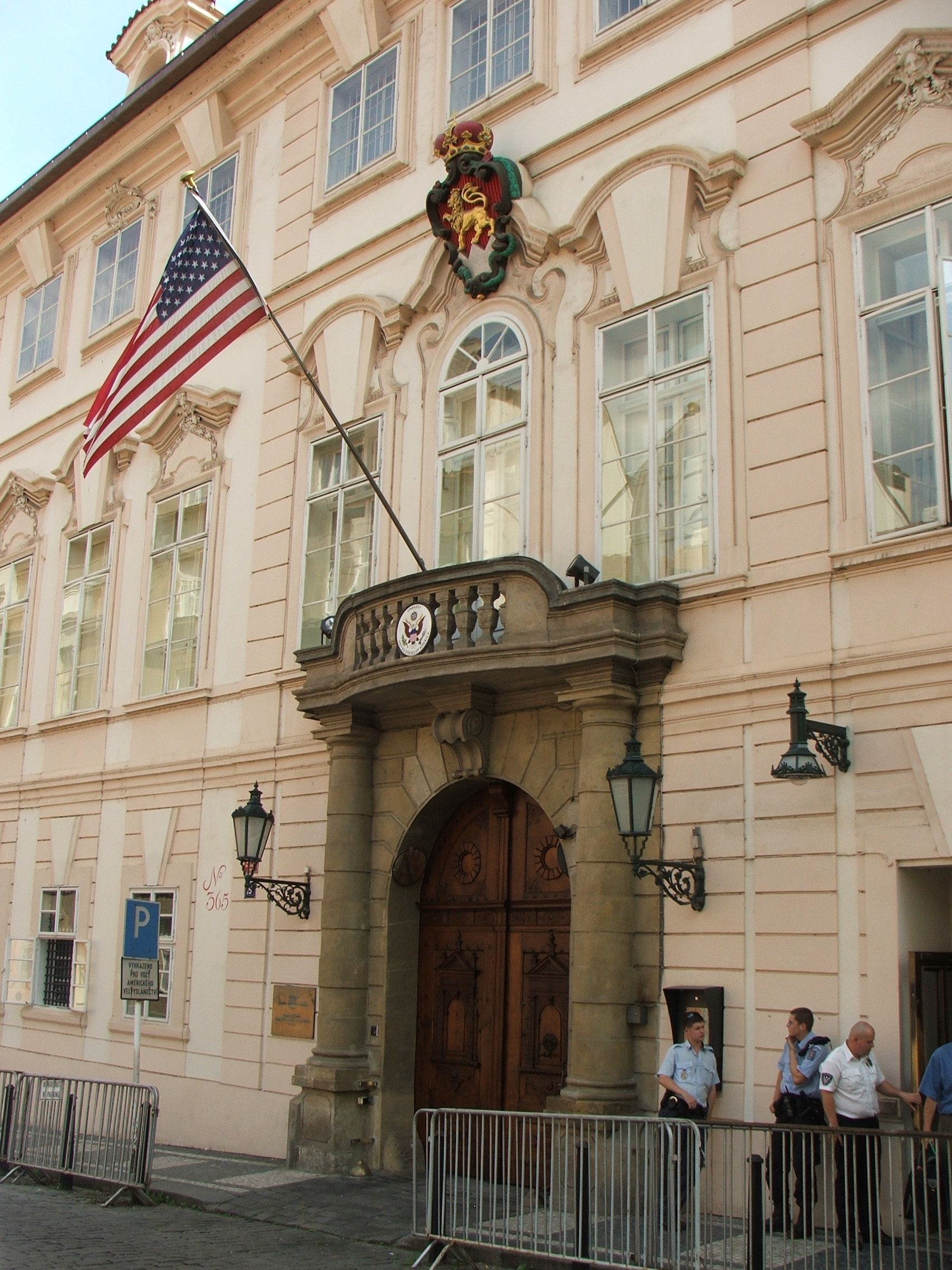
Porte d'entrée
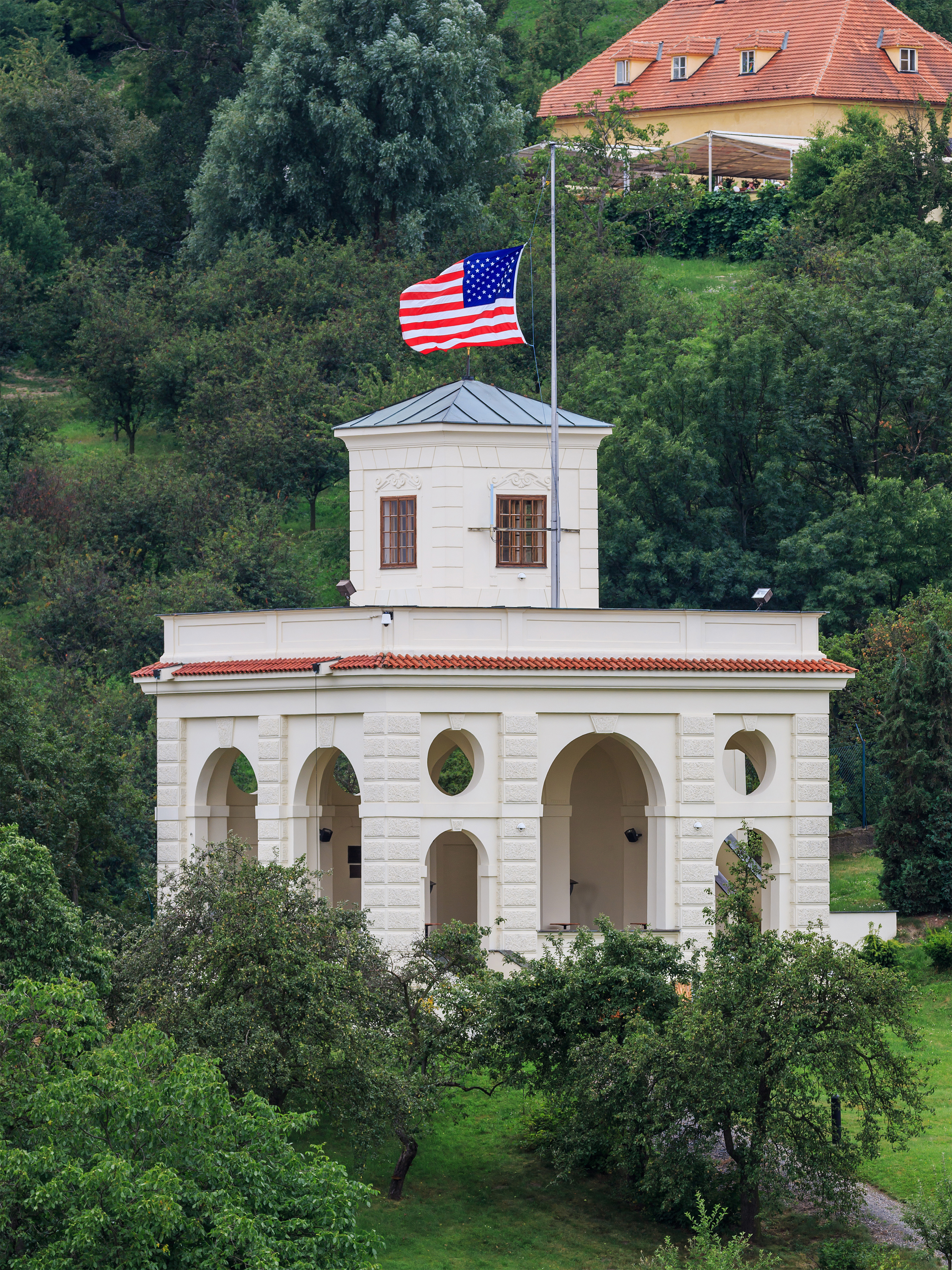
Gloriette